# Desulfotomaculum sapomandens
Desulfotomaculum sapomandens è una specie di batterio appartenente alla famiglia delle Peptococcaceae.